# ايرل بيج
ايرل بيج (بالإنجليزية: Earle Page)‏ (و. 1880 – 1961 م) هو سياسي أسترالي، ولد في جرافتون، كان عضوًا في الحزب الوطني الأسترالي، توفي في سيدني، عن عمر يناهز 81 عاماً ، بسبب سرطان الرئة.

## المشاركة السياسية المبكرة
جلبت له مهنة الطب ثروة كبيرة، وبدأ بيج الاستثمار في الأراضي. اشترى العديد من العقارات الزراعية الضخمة في جنوب شرق كوينزلاند، بما في ذلك في نيرانج وكاندانغا ووادي نومينبا؛ وقد جاء دخوله إلى الحياة العامة نتيجة شغفه بالطاقة الكهرمائية، التي لاحظها لأول مرة في نيوزيلندا أثناء حضوره مؤتمر طبي لعام 1910. أعرب بيج عن اعتقاده بأن ذلك يمكن تطبيقه على منطقة الأنهار الشمالية، التي ما تزال في معظمها بلا كهرباء خارج المدن الرئيسية. انتُخب بيج لمجلس بلدية جنوب غرافتون في عام 1913، معتقدًا أن منصبه كرئيس للحركة سيكون مفيدًا في جهود الضغط التي يبذلها. ومع ذلك، تم رفض مبادراته لحكومة الولاية. في عام 1915، كان بيج أحد مؤسسي رابطة الفصل في شمال نيو ساوث ويلز، التي دعت إلى إنشاء دولة جديدة في منطقة نيو إنجلاند. قام بيج بجولة في عدد من المدن لزيادة الوعي بالحركة الجديدة، لكن الاهتمام قد تضاءل نتيجة للحرب المستمرة. في وقت لاحق من ذلك العام، عُدّ بيج جزءًا من النقابة التي اشترت صحيفة ذا ديلي إكزامينر المحلية في غرافتون.
زار بيج عددًا من المواقع الكهرمائية في أمريكا الشمالية عام 1917، وفي طريق عودته من الخدمة العسكرية في فرنسا. انتُخب عمدة جنوب غرافتون عام 1918 وخدم هناك حتى عام 1920، ثم أصبح الرئيس الافتتاحي لرابطة تطوير الساحل الشمالي. وضع المزيد من الخطط الملموسة لمشروع كهرمائي على نهر كلارنس، وطرح العديد من خطط التنمية الأخرى المتعلقة بالطرق والسكك الحديدية والموانئ، التي عملت جميعها على رفع مكانته في المقاطعة المحلية. انتُخب بيج في مجلس النواب في الانتخابات الاتحادية عام 1919، وهزم عضو البرلمان القومي، جون طومسون في شعبة كوبر. وقف مستقلًا بتأييد رابطة المزارعين والمستوطنين وانضم بعد الانتخابات إلى حزب البلد الجديد، إلى جانب 10 نواب آخرين من المقاعد الريفية. واصل بيج الدعوة إلى الاهتمام بالطاقة الكهرمائية طوال حياته السياسية، وقد تم إنشاء العديد من هذه المشاريع في نيو ساوث ويلز. ومع ذلك، فإن الخطة المحددة التي فضّلها لنهر كلارنس لم توضع أبدًا، فقط محطة الطاقة نيمبويدا الأصغر. ظلت اللامركزية أيضًا مشروعًا قابلًا للتنفيذ إذ دأب بيج على أن يتم تقسيم نيو ساوث ويلز وكوينزلاند إلى ولايات أصغر للمساعدة في التنمية الإقليمية. تضاءلت الحركة من أجل إنشاء دولة نيو إنجلاند في عشرينيات القرن العشرين، لكنها عادت إلى الظهور في الخمسينات؛ ثم في نهاية المطاف، أجري استفتاء ملزم قانونًا بشأن هذا الموضوع في عام 1967 بعد وفاة بيج، لكنه لاقى هزيمة قوية في ظروف خلافية.

## حكومة بروس-بيج

### تشكيل الحكومة
انتُخب بيج زعيمًا لحزب البلاد في عام 1921، ليحلّ محلّ ويليام ماك ويليامز. في الانتخابات الاتحادية لعام 1922، قام الحزب بحملة على منصة شملت إنشاء صندوق وطني للغرق وخطة تأمين وطنية تغطي مشاكل «المرض والبطالة والفقر والشيخوخة» وتحويل مصرف الكمنولث الأسترالي إلى مصرف مركزي كامل. خرج الحزب من الانتخابات بتوازن القوى في المجلس؛ وفقدت الحكومة القومية لبيلي هيوز أغلبيتها ولم تتمكن من الحكم بدون دعم حزب البلد. وسرعان ما اتضح أن ثمن ذلك الدعم سيكون ائتلافًا كاملًا مع القوميين. ومع ذلك، تم تشكيل حزب البلاد جزئيًا بسبب السخط إزاء سياسة هيوز في الريف إذ وصل عداء بيج تجاه هيوز إلى درجة أنه لم يفكر في دعمه حتى. وقال أنه لن يبدأ حتى المحادثات مع القوميين ما دام هيوز قائدًا. بشكل لا مفر منه، استقال هيوز.
بدأ بيج المفاوضات مع خليفة هيوز كقائد للقوميين، ستانلي بروس. كانت شروطه صارمة؛ وأراد لحزب بلده أن يحصل على خمسة مقاعد في مجلس الوزراء المؤلف من 11 مقعدًا، بما في ذلك منصب أمين الخزانة والرتبة الثانية في الوزارة لنفسه. كانت هذه المطالب غير مسبوقة بالنسبة لشريك محتمل في الائتلاف المبتدئ في نظام وستمنستر، وخاصة بالنسبة لهذا الحزب الجديد. ومع ذلك، وافق بروس على إجراء انتخابات أخرى بدلًا من فرضها. لجميع المقاصد والأهداف، كان بيج أول نائب لرئيس وزراء أستراليا (وهو اللقب الذي لم يكن موجودًا بشكل رسمي حتى عام 1968). ومنذ ذلك الحين، كان زعيم البلد/الحزب الوطني هو العضو الثاني في كل حكومة غير عمالية تقريبًا. شغل بيج منصب رئيس الوزراء بالنيابة في عدة مناسبات، وفي يناير عام 1924، ترأس أول اجتماع لمجلس الوزراء الاتحادي الذي عُقد في كانبرا، يارالوملا. لم ينتقل البرلمان إلى كانبيرا حتى عام 1927.

### أمين الخزينة
بصفته أمين الخزينة، شكّل بيج علاقة عمل وثيقة مع بروس. وبسبب الظروف الاقتصادية المواتية، تمكنت الحكومة من إلغاء ضريبة الأراضي وخفض ضريبة الدخل وإنشاء الصندوق الوطني للغرق الذي طرحه بيج في حملته. أنشأت الحكومة أيضًا صندوقًا استثماريًا لمجلس البحوث العلمية والصناعية ورعت أول برنامج وطني للإسكان. تميزت السنوات الأخيرة من خزينة بيج ببدايات الانكماش الاقتصادي. دخلت الميزانية في عجز في عام 1927 وكان تقرير الميزانية عام 1929 يشير إلى «كساد مالي مؤقت». كان بيج مؤمنًا إيمانًا قويًا بالتمويل التقليدي والسياسات المحافظة، فضلًا عن «الحمائية العالية» التي تدعم الحواجز الجمركية لحماية الصناعات الريفية الأسترالية.
قدم بيج سلسلة من الإصلاحات لمصرف الكومنولث لتعزيز وظائفه المصرفية المركزية. في عام 1924، أعلن أن الحكومة ستضع مصرف الكومنولث تحت مجلس إدارة مستقل، يتألف من محافظ وأمين الخزينة وممثلي الصناعة. وضع هذا القانون الأوراق النقدية تحت السيطرة المباشرة للمصرف، في حين أنها كانت في السابق خاضعة لمجلس مستقل اسميًا لإصدار المذكرات. شهدت الإصلاحات في وقت لاحق إنشاء إدارة الائتمانات الريفية داخل المصرف، والتي حولّت أرباحها جزئيًا للبحوث الزراعية. في مارس عام 1925، قرّر مجلس الوزراء إعادة أستراليا إلى معيار الذهب، الذي كانت قد تركته خلال الحرب العالمية الأولى.
في عام 1924، أنشأ بروس وبيج مجلس القروض لتنسيق عمليات الاقتراض في القطاع العام بين الولايات والحكومات الاتحادية. وقد تم منحها قوة دستورية مع إقرار تعديل عام 1928. ألغت الحكومة النظام السابق لمنح نصيب الفرد الواحد للولايات الذي تم تنفيذه عام 1911 وبدأت في إدخال منح مرتبطة، في البداية لبناء الطرق. أعلنت لجنة ملكية في خطة تأمين وطني برئاسة السيناتور جون ميلين. كان بيج أحد المؤيدين الرئيسيين لمشروع قانون التأمين الوطني لعام 1928، الذي كان سيوفر «استحقاقات المرض والشيخوخة والعجز والأمومة»، فضلًا عن مدفوعات للأيتام ومخصصات الأطفال. تعيّن دفع هذه الاستحقاقات عن طريق اشتراكات إجبارية من العمال والمساهمات المشتركة من أرباب العمل. اتخذت الحكومة هذه السياسة في الانتخابات الفيدرالية لعام 1928، لكنها فشلت في تمرير مشروع القانون بحلول هزيمتها في عام 1929.
بصفته أمين الخزينة، واصل بيج مهنته في الطب. في 22 أكتوبر عام 1924، كان لزامًا عليه أن يخبر أفضل أصدقائه توماس شورتن كول (1870-1957) بالخبر الذي مفاده أن زوجته ماري آن كرين قد توفيت في غرفة العمليات بسبب مضاعفات سرطان الأمعاء، الأمر الذي أفادت به ابنتهما دوروثي ماي كول بقولها إنه كان «أسوأ يوم في حياة والدها». بسبب نقص الجراحين في كانبيرا، في عام 1928 أجرى بيج عملية استئصال الزائدة الدودية لزميله عضو البرلمان، باركر مولوني.

## مناصب
تولى منصب وزير الصحة ‏ (19 ديسمبر 1949–11 يناير 1956)
- وزير الزراعة والموارد المائية [الإنجليزية]‏ (28 أكتوبر 1940–7 أكتوبر 1941)
- رئيس وزراء أستراليا (7 أبريل 1939–26 أبريل 1939)
- أمين صندوق أستراليا [الإنجليزية]‏ (9 فبراير 1923–21 أكتوبر 1929)
- عضو مجلس النواب الأسترالي (13 ديسمبر 1919–9 ديسمبر 1961).

## التعليم
تعلم في كلية الطب في جامعة سيدني ‏.

## جوائز
حصل على جوائز منها:
- جائزة رفيق الشرف (26 يونيو 1942)[13]
- وسام الصليب الأكبر من رتبة القديسان ميخائيل وجرجس (1 يناير 1938)[14]
- Fellow of the Royal Australasian College of Surgeons ‏.

| المناصب السياسية  | المناصب السياسية                                         | المناصب السياسية             |
| ----------------- | -------------------------------------------------------- | ---------------------------- |
| سبقه Nick McKenna | وزير الصحة 19 ديسمبر 1949 - 11 يناير 1956                | تبعه Donald Alastair Cameron |
| سبقه Joseph Lyons | رئيس وزراء أستراليا (11) 7 أبريل 1939 - 26 أبريل 1939    | تبعه روبرت منزيس             |
| سبقه John Thomson | عضو مجلس النواب الأسترالي 13 ديسمبر 1919 - 9 ديسمبر 1961 | تبعه Frank McGuren           |

## روابط خارجية
- ايرل بيج على موقع الموسوعة البريطانية (الإنجليزية)
- ايرل بيج على موقع إن إن دي بي (الإنجليزية)
- ايرل بيج على موقع ديسكوغز (الإنجليزية)